# 菅沼俊彦
菅沼 俊彦（すがぬま としひこ、1907年3月14日 - 2001年12月18日）は、日本の経営者。日本板硝子社長、会長を務めた。大阪府大阪市出身。

## 経歴
1935年に京都帝国大学法学部を卒業し、同年に住友電気工業に入社。1963年2月に取締役に就任し、1967年2月に常務、1972年8月に専務を経て、1976年6月には日本板硝子社長に就任。1982年6月に会長に就任し、1984年6月に取締役相談役を経て、1986年6月から相談役を務めた。
1991年3月から1996年6月までに住友化学監査役を務めた。
2001年12月18日腹部大動脈りゅう破裂のために死去。94歳没。